# Proconiini
Tribu
Synonymes
- famille des Proconiinae Distant, 1879
- sous-famille des Proconiidae  Brues & Melander, 1915
- tribu des Ciccini Baker, 1915

Les Proconiini sont une tribu de grandes cicadelles de la famille des Cicadellidae. Comme pour toutes les cicadelles, elles ont des pièces buccales perçantes-suceuses et des rangées étroitement espacées de fines épines sur leurs pattes postérieures. Les nymphes se nourrissent en insérant leurs pièces buccales en forme d'aiguilles dans le xylème des petites tiges de la plante où les œufs ont été déposés; les adultes ont des ailes et sont très mobiles, et la plupart se nourrissent d'une variété d'espèces végétales différentes. Les nymphes et les adultes filtrent un énorme volume de liquide dilué à travers leur système digestif pour extraire les oligo-éléments, et une grande partie de l'eau et des glucides sont expulsés avec force du corps dans un fin jet de gouttelettes, ce qui leur vaut leur nom commun de « mouche pisseuse ».
Ce groupe comprend quelques espèces qui sont des ravageurs des plantes, dont la plus grave est Homalodisca vitripennis (la « cicadelle à ailes vitreuses » ou bien la « cicadelle pisseuse »). Un parasite végétal microbien, Xylella fastidiosa, est porté par cette espèce et est lié à de nombreuses maladies des plantes, y compris la maladie de la pêche factice dans le Sud des États-Unis, Brûlure des feuilles de laurier-rose et la maladie de Pierce en Californie, et la maladie X des agrumes (la chlorose variéguée des agrumes sur les orangers) au Brésil.
Homalodisca coagulata virus-1 (HoCV-1), de la famille des Dicistroviridae, est un virus lié aux cicadelles.

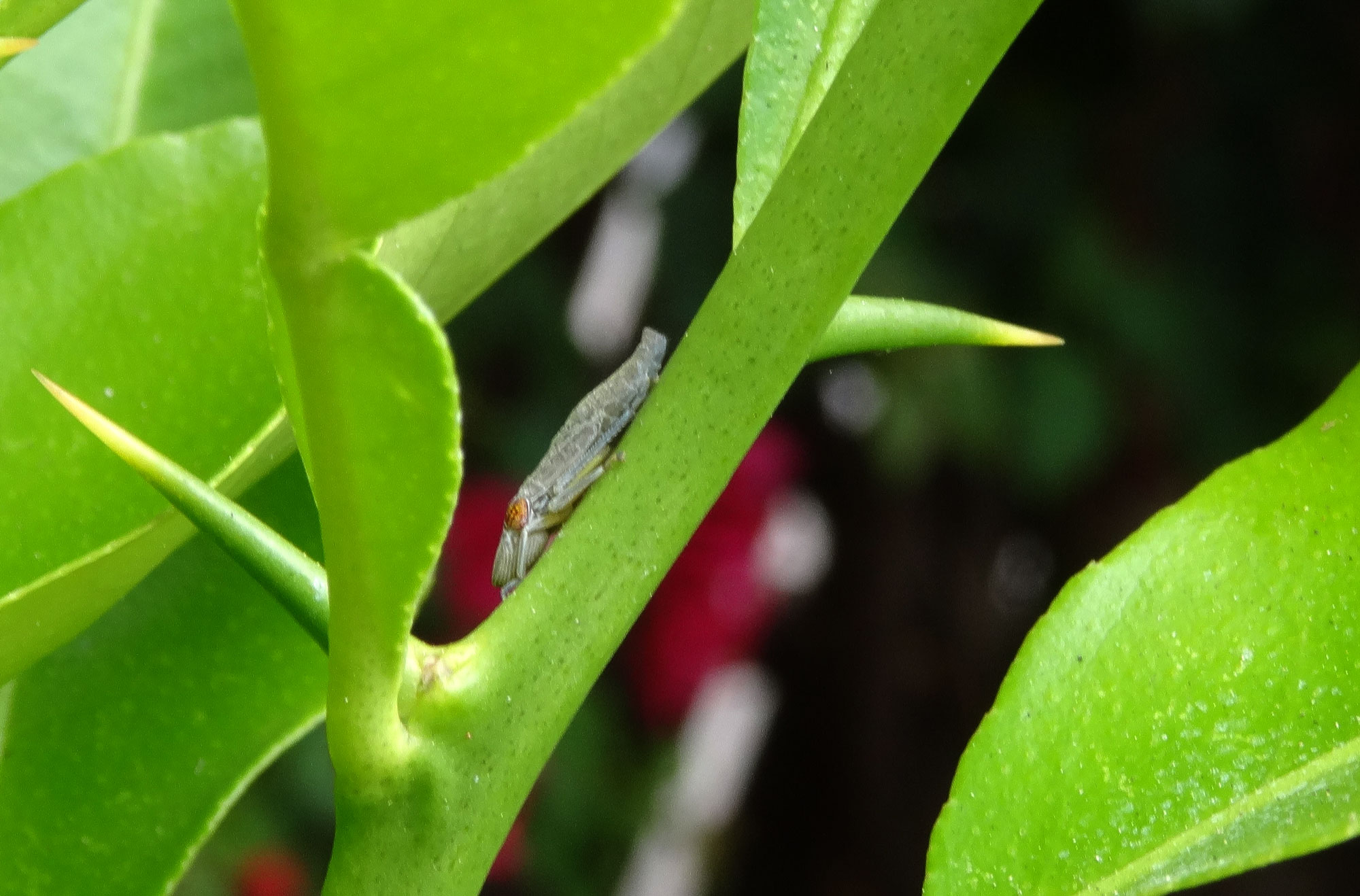
Forme de nymphe de la cicadelle.

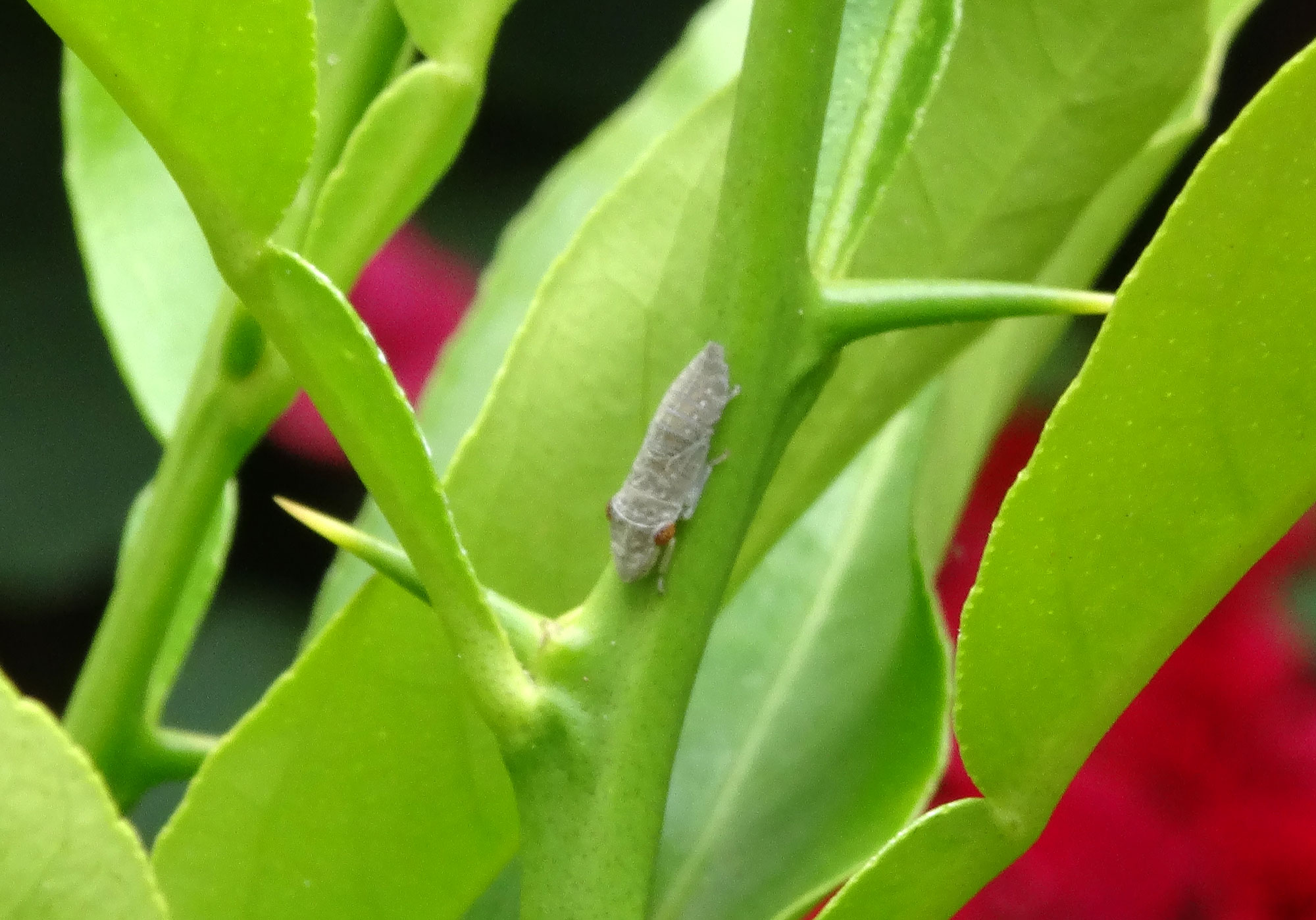
Forme de nymphe de la cicadelle.

## Liste des genres
Selon BioLib (20 décembre 2022) :
- Abana Distant, 1908
- Acrobelus Stål, 1869
- Acrocampsa Stål, 1869
- Acrogonia Stål, 1869
- Amblydisca Stål, 1869
- Anacrocampsa Young, 1968
- Anacuerna Young, 1968
- Aulacizes Amyot & Serville, 1843
- Brevimetopia Godoy, 2005
- Catorthorrhinus Fowler, 1898
- Ciccamera Takiya, Carvalho & Mejdalani, 2011
- Cicciana Metcalf, 1952
- Ciccus Latreille, 1829
- Cleusiana Cavichioli & Sakakibara, 1989
- Cuerna Melichar, 1925
- Cyrtodisca Stål, 1869
- Dechacona Young, 1968
- Depanana Young, 1968
- Depanisca Young, 1968
- Desamera Young, 1968
- Deselvana Young, 1968
- Dichrophleps Stål, 1869
- Dictyodisca Schmidt, 1928
- Diestostemma Amyot & Serville, 1843
- Ectypus Signoret, 1853
- Egidemia China, 1927
- Homalodisca Stål, 1869
- Homoscarta Melichar, 1926
- Hyogonia China, 1927
- Ichthyobelus Melichar, 1925
- Lojata Strand, 1933
- Mareba Distant, 1908
- Molomea China, 1927
- Ochrostacta Stål, 1869
- Omagua Melichar, 1924
- Oncometopia Stål, 1869
- Paracrocampsa Young, 1968
- Paraquichira Rakitov & Godoy, 2005
- Paraulacizes Young, 1968
- Peltocheirus Walker, 1858
- Phera Stål, 1864
- Procama Young, 1968
- Procandea Young, 1968
- Proconia Lepeletier & Serville, 1828
- Proconobola Young, 1968
- Proconopera Young, 1968
- Proconosama Young, 1968
- Propetes Walker, 1851
- Pseudometopia Schmidt, 1928
- Pseudophera Melichar, 1925
- Quichira Young, 1968
- Raphirhinus Laporte, 1832
- Splonia Signoret, 1891
- Stictoscarta Stål, 1869
- Tapajosa Melichar, 1924
- Teletusa Distant, 1908
- Tretogonia Melichar, 1926
- Yotala Melichar, 1925
- Yunga Melichar, 1924
- Zyzzogeton Breddin, 1902